# Vlečné vozy KPS série 261–296 (Brno)
Vlečné vozy série 261–296 jsou typem dvounápravového jednosměrného vlečného tramvajového vozu, který byl vyráběn firmou Brno-Královopolská továrna na stroje a vagony a. s., později První brněnskou a Královopolskou strojírnou (v současnosti Královopolskou) pro Společnost brněnských elektrických pouličních drah (SBEPD, nyní DPMB, a. s.) v letech 1939–1947. Jednalo se o první celokovové vozy dodané do Brna.

## Historické pozadí
Po vzniku Protektorátu Čechy a Morava (něm. Protektorat Böhmen und Mähren) se stala auta nedostupná pro obyčejné lidi. Ti museli pro dopravu po městě využívat městskou hromadnou dopravu, čímž velmi prudce narůstal počet cestujících, pro srovnání v roce 1930 bylo přepraveno 58 mil. cestujících, v roce 1940 již 70 mil. a v roce 1944 bylo přepraveno až 132 mil. osob. Vozový park této zátěži nedostačoval svojí kapacitou (počtem vozidel) a vznikla tak mezera, kterou bylo nutno zacelit. K tomu měly být dodány zcela nové vozy ve 30. a 40. let 20. století. Královopolská strojírna proto po objednání nových vlečných vozů začala projektovat zcela nový typ s celokovovou vozovou skříní, který byl do provozu schválen v roce 1938, sériová výroba pak začala o rok později. Jejich účelem bylo zmodernizovat stávající vozový park a zároveň posílit tramvajovou dopravu vytvořením třívozových souprav (MV+VV+VV). Druhá dodávka tohoto typu proběhla po II. světové válce v roce 1947, tyto vozy měly pouze obnovit tramvajovou dopravu po požáru vozovny Pisárky a náletech v roce 1945.

## Konstrukce
Vozová skříň byla celokovová, nýtovaná, tvořená svařovanou kostrou z ocelových profilů, která byla zvenčí oplechovaná. Na pravé straně se nacházely dvoje teleskopické dveře, na levé straně se nacházely dva nouzové východy tvořené jednokřídlými dveřmi. Skříň byla uložena prostřednictvím silentbloků na dva jednonápravové podvozky, jejichž nápravy byly odpruženy listovými pery. Sedadla v interiéru byla příčně uspořádána 2+1, měla trubkový rám, na kterém byly přichyceny sedáky a opěradla, které byly čalouněné a potažené červenou koženkou. Podlaha se na plošinách svažovala šikmo dolů. Ve voze bylo i žárovkové osvětlení napájené z motorového vozu. Kleštinová brzda se ovládala buď elektromagneticky přes solenoid (provozní brzda), nebo ručně (nouzová brzda).
Vozy 2. série, respektive dodávky, ev. č. 281–296 se odlišovaly zvenčí hlavně čely, které oproti starším vozům ev. č. 261–280 byla rovná, u starších byla zešikmená. Vozy měly i upravené rozměry karoserie. Tato série byla objednána a vyprojektována již v roce 1943, schválena v roce 1945 a realizována byla až rokem 1947. Druhá dodávka měla prakticky i prototyp – vůz ev. č. 281, který měl jako jediný vůz na pravé straně podélnou čalouněnou lavici, a zároveň byl jako jediný třídveřový.
První návrh pocházel ještě z listopadu 1937, vypracovaný Společností brněnských pouličních elektrických drah, kdy vozy se odlišovaly čtyřkřídlými skládacími dveřmi, které se realizovaly až u typu 4MT a odvozených vlečných vozů řady 297–326, nouzový východ byl tvořen dvoukřídlými dveřmi, jež byly umístěny pouze na zadní plošině. Dvojsedadla měla být původně i na přední plošině, kde neměla být snížená podlaha. Tento návrh se projektoval ještě pro levostranný provoz i v roce 1938 ještě před nacistickou okupací.

## Dodávky
V letech 1939-1947 bylo vyrobeno celkem 36 vlečných vozů série 261–296.
| Současný stát | Město | Článek | Výrobce | Roky dodávek | Počet vozů | Evidenční čísla při dodání | Poznámky                | Zdroj       |
| ------------- | ----- | ------ | ------- | ------------ | ---------- | -------------------------- | ----------------------- | ----------- |
| Česko         | Brno  | článek | KPS     | 1939         | 20 kusů    | 261–280                    |                         | [ 3 ] [ 1 ] |
| Česko         | Brno  | článek | KPS     | 1947         | 16 kusů    | 281–296                    | 281 – prototyp 2. série | [ 3 ] [ 1 ] |

## Provoz
Těchto vozů bylo využíváno zpočátku téměř výhradně na linkách č. 1 a 6, v šedesátých letech byly vypravovány i na jiné linky. Vlečné vozy ev. č. 281–296 jezdily spolu s vozy 261–280 ve třívozových soupravách, které se udržely až do 2. poloviny 60. let 20. století, kdy došlo k vyřazování "vlečňáků" série 281–296 mezi lety 1967–1969. Zbytek vozů zůstal v pravidelném provozu až do února 1972, kdy byly naráz odstaveny spolu s posledními vlečnými vozy Ringhoffer ze série 211–260. Administrativně byly vyřazeny až k 31. březnu 1972. Osudnými se jim staly dodávky vozů Tatra T3 a Tatra K2. V současnosti se zachovaly 2 vlečné vozy 263 a 296.

## Historické vozy
| Původní provoz | Evidenční číslo | Současný majitel | Rok výroby | Historický od roku | Poznámky                          | Zdroj |
| -------------- | --------------- | ---------------- | ---------- | ------------------ | --------------------------------- | ----- |
| Brno           | 263             | TMB              | 1939       | 1973               |                                   | [ 4 ] |
| Brno           | 296             | TMB              | 1947       | 1972               | 1969–1971 historické vozidlo DPMB | [ 5 ] |

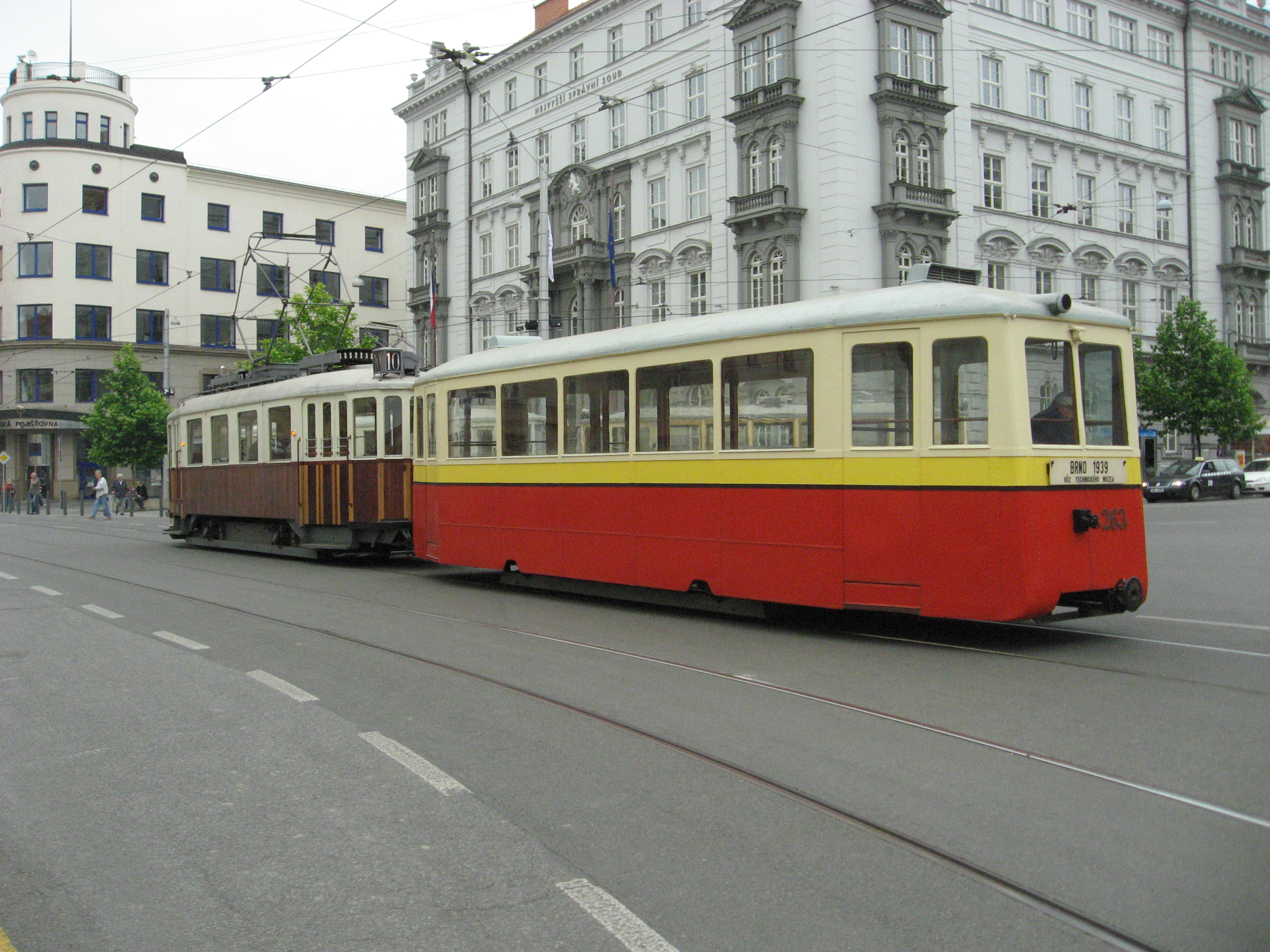
Vlečný vůz ev. č. 263 při oslavách 140 let MHD v Brně v soupravě s motorovým vozem č. 107III
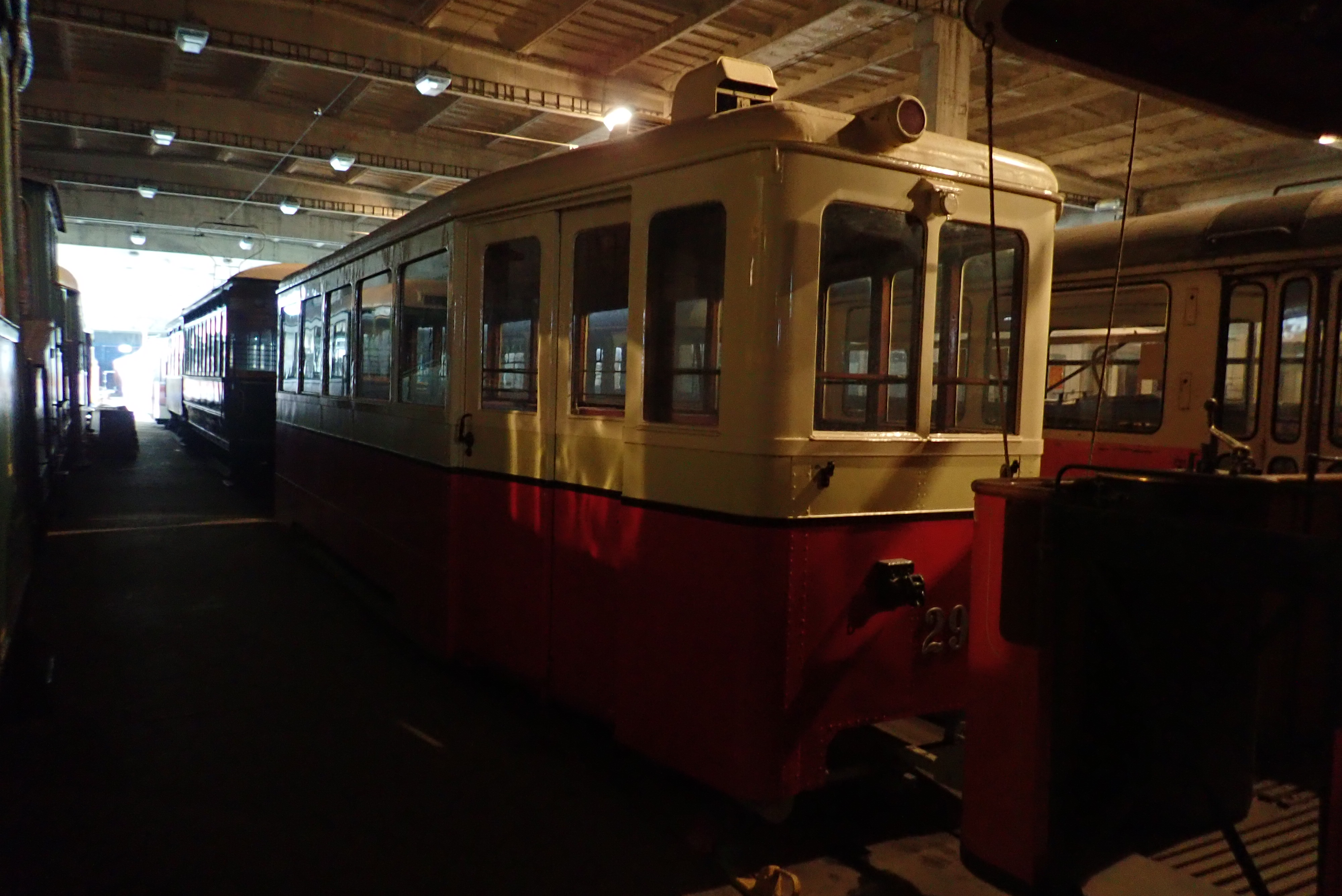
Vlečný vůz ev. č. 296 v depozitáři TMB v Líšni